# Ljuba Smotlak
Ljuba Smotlak, učiteljica, kulturna delavka, * 13. julij 1930, Mačkolje, Dolina pri Trstu.

## Življenje in delo
Ljuba Smotlak (Amalija) se je rodila v Mačkoljah, v številni družini (četrta izmed desetih otrok), oče je bil Josip, delavec - kovač v ladjedelnici Sv. Marka v Trstu, mati Karolina (rojena Slavec), gospodinja. Osnovno šolo je zaključila v domači vasi (nekoliko neredno, zaradi vojnih razmer), nižjo gimnazijo in učiteljišče v Trstu, ker je maturirala leta 1952. Nato je sledila raznim izpopolnjevalnim tečajem: na Pedagoški Akademiji v Ljubljani (slovenski jezik in likovni pouk), v Trstu (didaktika, psihologija, ročno delo), v Kopru (modernizirana matematika). Starša sta bila navdušena pevca in člana zborov v vasi, tako je Ljuba obiskovala tudi zborovodske tečaje v Velenju, Celju in Mariboru . Deset let je bila učiteljica na slovenski osnovni šoli v Mačkoljah, nato je učila v Boljuncu za dve leti, v Dolini za tri leta, šla spet v Boljunec za daljši čas in potem je pristala na učiteljišču v Trstu, kjer je učila didaktične vaje. Tam se je tudi kar zgodaj vpokojila leta 1985, saj je v Italiji še obstajal zakon, ki je predvideval krajše delovno obdobje za državne uslužbence, ki so opravljali delo na obmejnem območju. Tako se je lahko posvečala raznim prosvetnim dejavnostim .
Ljuba Smotlak je pomagala in sodelovala pri raznih organizacijah: Marijina družba, Marijina legija, Dijaška zveza, Katoliška akcija, Apostolstvo sv. Cirila in Metoda, Slovenski  katoliški izobraženci (zdaj DSI - Društvo slovenskih izobražencev), ZCPZ - Zveza cerkvenih pevskih zborov, kjer je bila mnogo let v izvršnem odboru in si je veliko prizadevala pri organizaciji vsakoletnih poletnih strokovnih seminarjev . A še posebno je pomagala v domači vasi pri ustanovitvi pevskega zbora leta 1949 in nato - 5. maja 1952 - pri ustanovitvi društva (Slovensko prosvetno društvo Mačkolje), katera je s svojo kulturno vizijo spodbujal in požegnal takratni župnik Stanko Janežič. Še prej je zaslužna domačinka Dalka Šturman, ki je bila samouk in je orglala v cerkvi, začela zbirati pevce in tako je tudi nastal cerkveni mešani pevski zbor, ki je postal najbolj živahen odsek društva. 2. junija 1963 je Ljuba Smotlak sodelovala na družabnem srečanju družin na domači Metežici, ki so ga nato primenovali v Praznik češenj in je postal na kulturno družabnem področju nekakšen simbol Mačkolj ter ga še vedno organizirajo vsako leto . Pod mentorstvom gospoda Janežiča je postavljala na domači oder številne igrice in prizore, kasneje pa tudi zahtevnejše dvo ali tridejanke, ki jih je izvajala pretežno šolska in odraščajoča mladina. Za tovrstna dela je dobivalo PD Mačkolje od  leta 1980 dalje vsakoletna priznanja »Mladi oder«, ki jih je izročala Slovenska prosveta. V zvezi z dramsko dejavnostjo je napisala številne prizore, izmed katerih jih je bilo nekaj objavljenih v mladinskem listu Pastirček in pozneje v zbirki Pastirčkov oder 1 . Snov za prizore je zajemala tudi iz krajevnih običajev in jih pisala in režirala tudi v domačem narečju. Dolgo let je pomagala pri SLOKAD-u kot odbornica in soorganizatorica kolonij za otroke. Veselje do petja je dobila že v družini, zato je ustanavljala in vodila šolske zborčke in jih pripravljala na nastope na šolskih prireditvah in v radijskih oddajah, kjer koli je službovala. Ustanovila je in vodila otroški in dekliški pevski zbor Slovenski šopek, iz katerega rastejo moči za mešani cerkveni in društveni zbor Mačkolje. Leta 1979 je poskrbela je za izdajo plošče Ob šopku šopek je pripet .
Ljuba Smotlak je bila leta 1959 soustanoviteljica slovenske ženske skavtske organizacije na Tržaškem , Goriškem  in Koroškem; pri vodstvu v Trstu je bila tesna sodelavka vrhovne voditeljice Vere Lozej; več kot 25 let je delala v organizaciji SZSO pri pripravljanju in vodenju skavtskih taborov .
Sodelovala je z radijsko postajo Radio Trst A in urejala šolsko oddajo Radio za šole (1965), več kot desetletje je bila koordinator teh oddaj za Tržaško. V tem času je napisala in s svojimi učenci izvedla preko 60 oddaj. Za radijske nastope je pripravljala tudi šolske otroške zborčke . Bila je tudi zelo plodna publicistka, saj je pisala za Pastiček (ki ga je tudi urejevala med leti 1988-1990), Novi glas, Primorski dnevnik, v Brazde s trmuna , v Koledar Goriške Mohorjeve družbe . Leta 1968 je s sodelavci izdala učbenik Čebelica: berilo za I. razred osnovnih šol  (ki so ga leta 1993 tudi ponatisnili). Pisala je tudi v zbornike in knjige.
Leta 2001 je prejela Srebrno plaketo za dolgoletno, sistematično in neprecenljivo pedagoško delo na področju ljubiteljske kulture, za ohranjanje, razvoj in širjenje slovenske zborovske dediščine z inovativnimi izvedbami projektov ter za izvrstne uspehe z zbori v domačem in mednarodnem prostoru, ki jo je podelil Javni sklad Republike Slovenije za kulturne dejavnosti . Leta 2015 je prejela nagrado Nadje Maganja, za svoje nesebično delovanje .